# 春湾镇
春湾镇，是中华人民共和国广东省阳江市阳春市下辖的一个乡镇级行政单位。

## 行政区划
春湾镇下辖以下地区：
春湾社区、马狮田村、清水塘村、龙田村、爱国村、前进村、安民村、刘屋寨村、那星村、城垌村、廖施村、大垌村、车田村、自由村、井坑村、新明村、新村、下山村、幸福村、山角村、大岗坪村、茶园村、三乡村、卫国村、山中间村和欧垌村。